# Gråkronad törnskatsvireo
Gråkronad törnskatsvireo (Vireolanius leucotis) är en fågelart i familjen vireor inom ordningen tättingar.

## Utseende och läte
Gråkronad törnskatsvireo är en stor vireo med en kraftig krokförsedd näbb och slående fjäderdräkt. Ovansidan är olivgrön och undersidan gulaktig. På huvudet syns en distinkt teckning i gult och grött samt stirrande gröna ögon. Könen är lika. Lätet består av en upprepad vissling.

## Utbredning och systematik
Fågeln förekommer i Bolivia, Brasilien, Ecuador, Franska Guyana, Guyana, Surinam och Venezuela i subtropiska eller tropiska fuktiga låglandsskogar och bergsområden. Arten delas in i fyra underarter med följande ubtredning:
- Vireolanius leucotis mikettae – västra sluttningen av västra Anderna i Colombia och nordvästra Ecuador
- leucotis-gruppen
  - Vireolanius leucotis leucotis – sydöstra Colombia till östra Ecuador, norra Peru, Guyanaregionen och nordvästra Brasilien
  - Vireolanius leucotis simplex – Brasilien söder om Amazonfloden till södra Peru (Huánuco till norra Cuzco)
  - Vireolanius leucotis bolivianus – sydöstra Peru (Cuzco) till norra Bolivia

Sedan 2016 urskiljer Birdlife International och naturvårdsunionen IUCN mikettae som den egna arten "blekbent törnskatsvireo". 

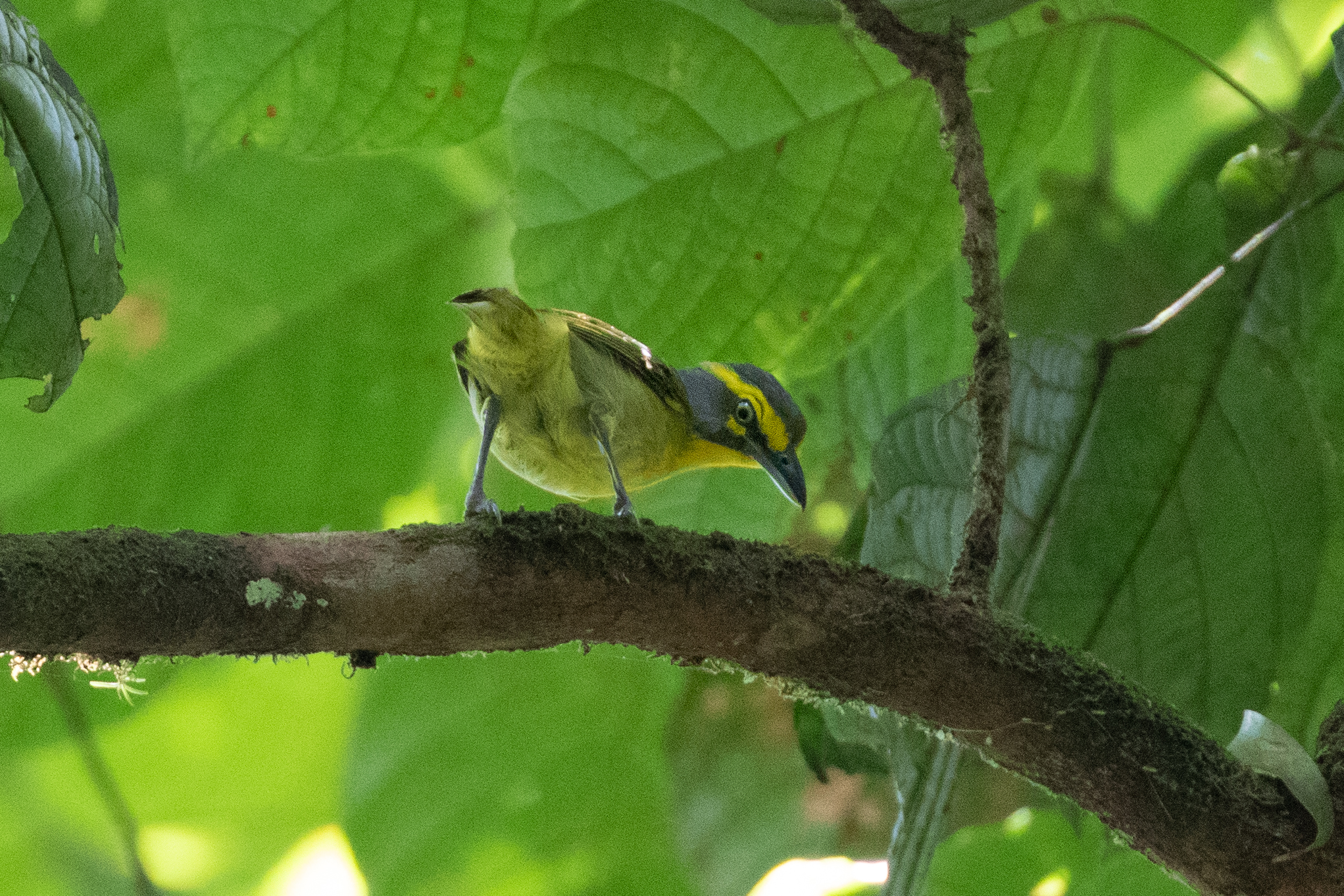

## Levnadssätt
Gråkronad törnskatsvireo hittas i låglänta och subtropiska skogar upp till 1800 meters höjd. Den håller till i trädtaket och kan därför vara svår att få syn på.

## Status
IUCN bedömer hotstatus för underartsgrupperna (eller arterna) var för sig, båda som livskraftiga.